# Boulevard Victor-Hugo (Neuilly-sur-Seine)
Pour les articles homonymes, voir Boulevard Victor-Hugo.
Le boulevard Victor-Hugo est une voie de circulation de Neuilly-sur-Seine dans les Hauts-de-Seine.

## Situation et accès

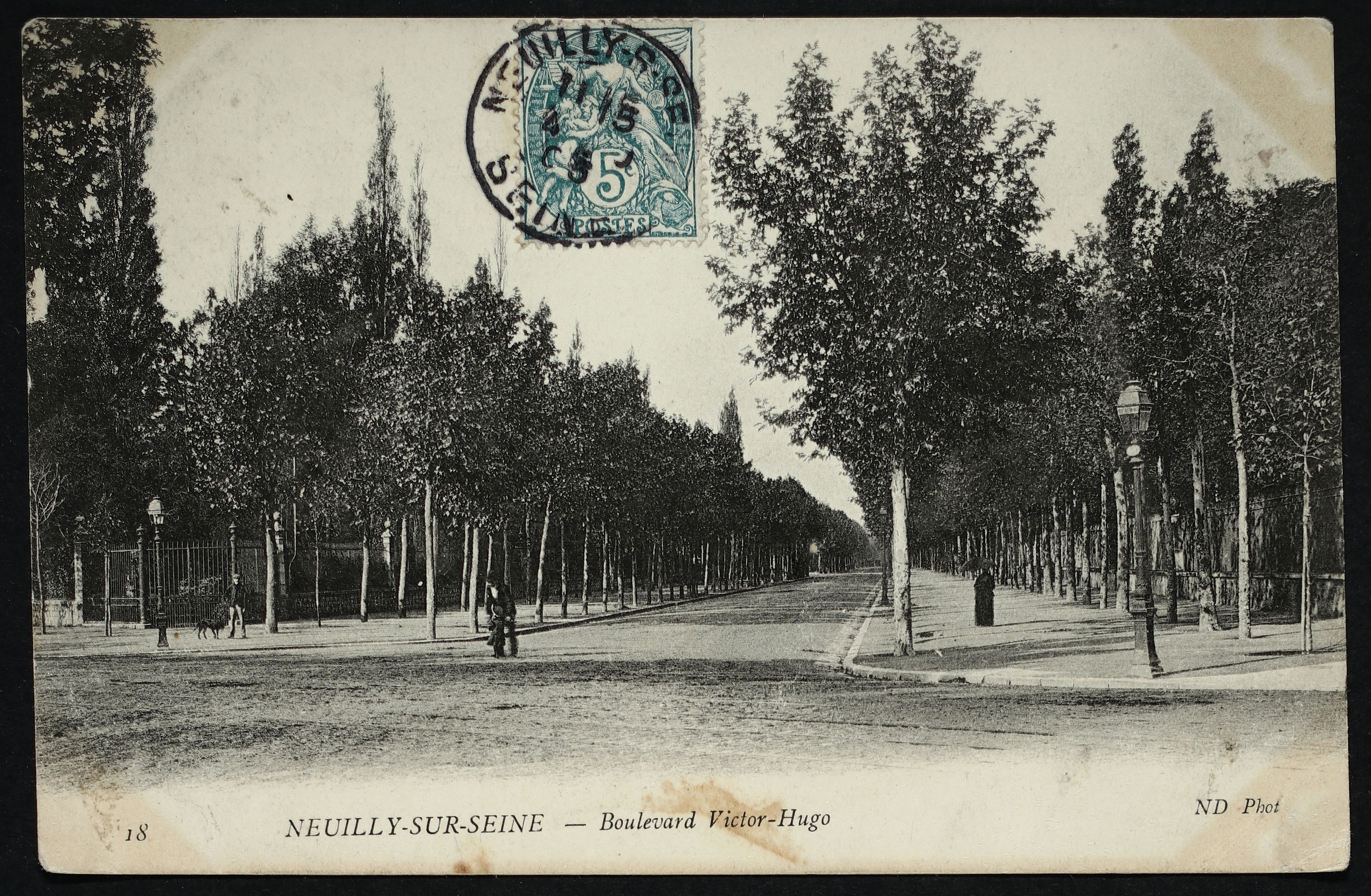
Le boulevard Victor-Hugo vers 1900.

Ce boulevard commence place Madeleine-Daniélou en prolongeant le boulevard d'Aurelle-de-Paladines, il se termine au boulevard Bourdon au bord de la Seine.

## Origine du nom

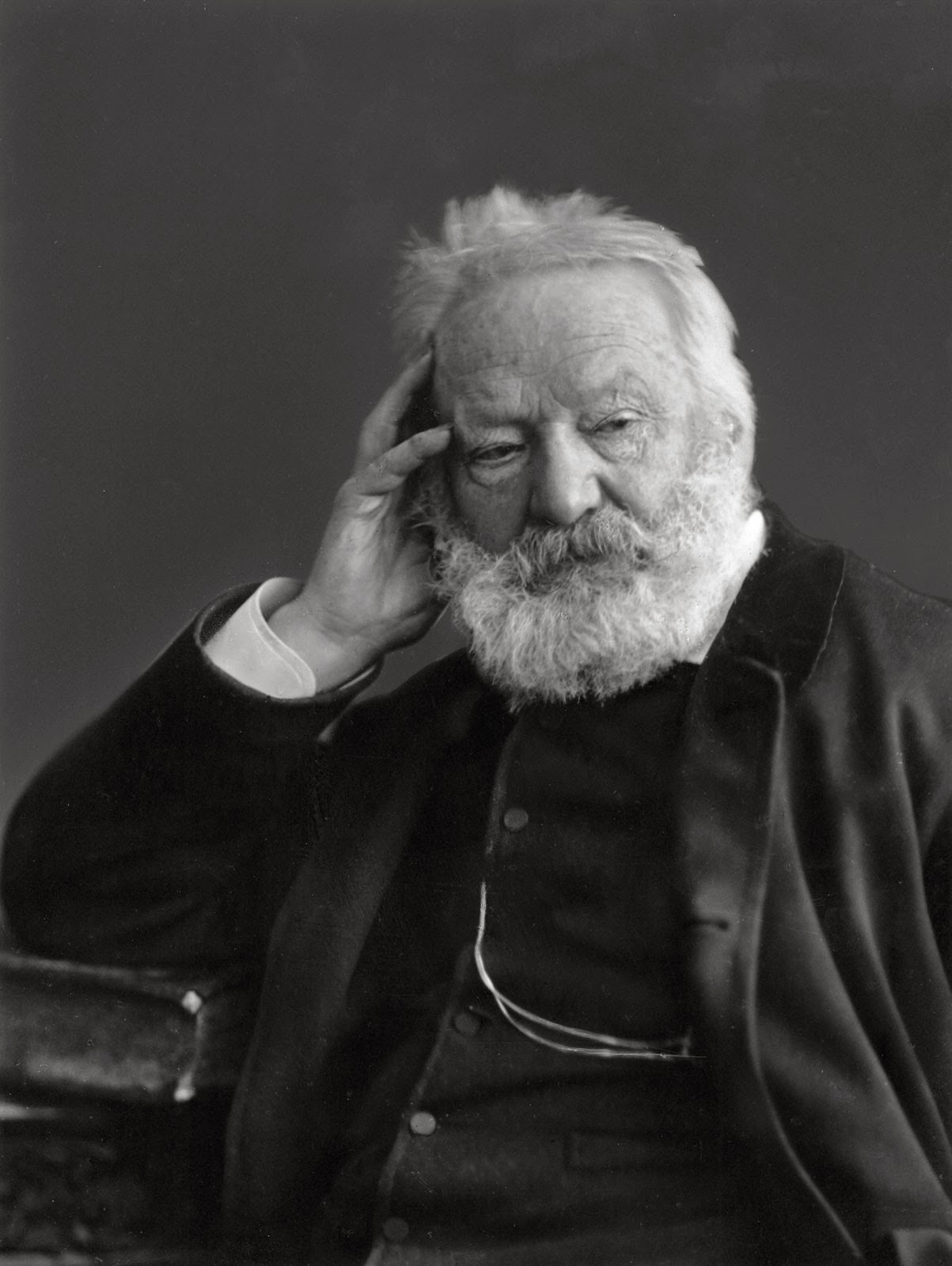
Victor Hugo.

Sous le second Empire, ce boulevard reçut le nom de boulevard Eugène, en l'honneur de son Altesse impériale Eugène de Beauharnais, vice-roi d'Italie, prince de Venise, grand-duc de Francfort, duc de Leuchtenberg et prince d'Eichstätt.
Comme de nombreuses voies françaises sous la Troisième République, il prit en 1885 le nom de l'écrivain Victor Hugo, mort cette même année.

## Historique

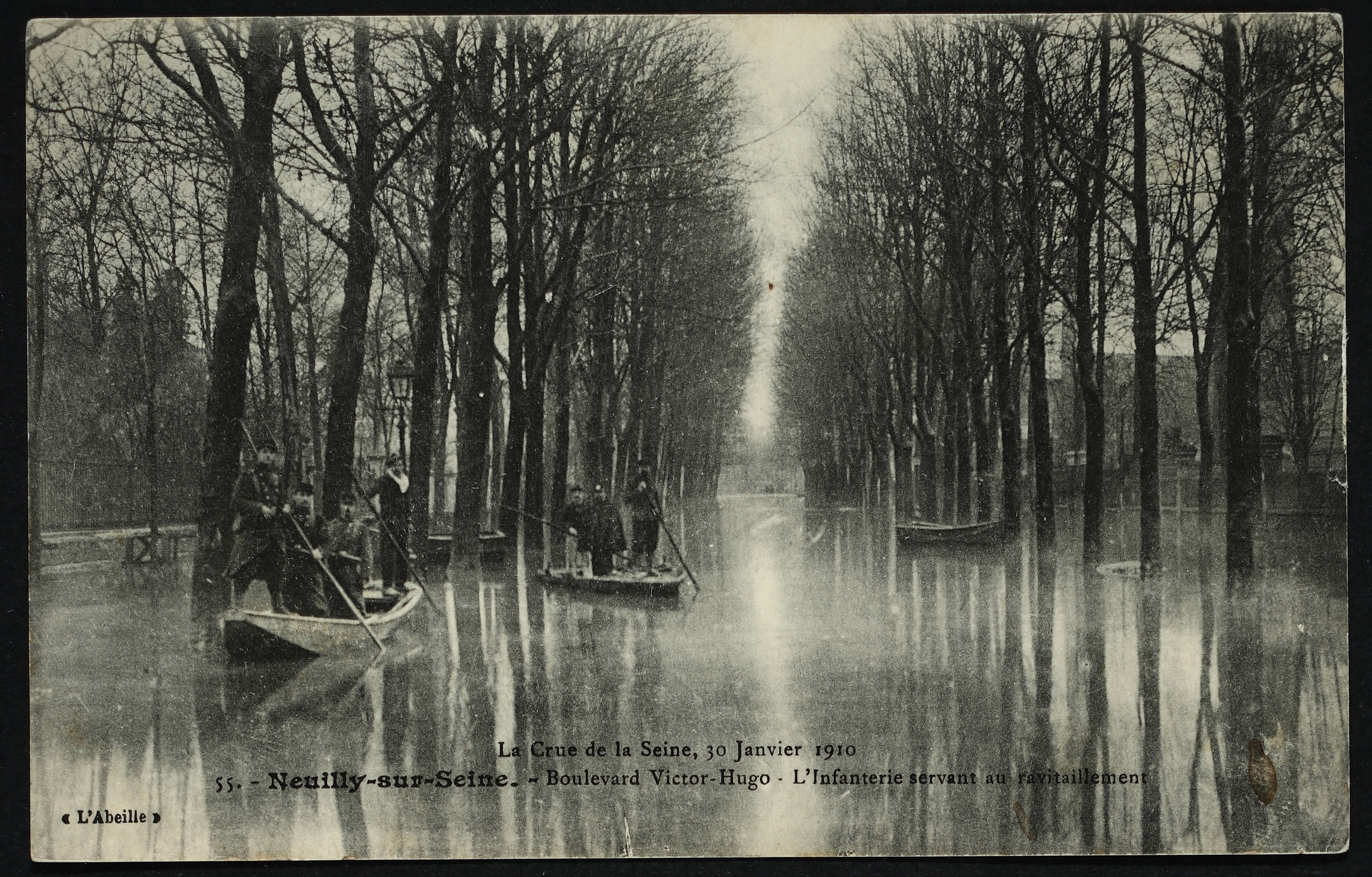
L'infanterie servant au ravitaillement lors de la crue de janvier 1910.

Le boulevard est complètement inondé pendant la crue de la Seine de 1910.
Le 21 mars 1915, durant la Première Guerre mondiale, une bombe lancée d'un ballon dirigeable allemand Zeppelin explose boulevard Victor-Hugo ,.
Une partie de ce boulevard a pris la dénomination de Boulevard d'Aurelle-de-Paladines.
En 1971, le photographe franco-polonais Eustachy Kossakowski a représenté ce boulevard sur un des clichés de la série photographique 6 mètres avant Paris, images de toutes les voies de circulation entrant dans la capitale.

## Bâtiments remarquables et lieux de mémoire
- No 17 : la peintre Marie-Adélaïde Baubry-Vaillant y meurt en 1899[5].
- No 19 : légation du Mexique dans les années 1900[6].
- Nos 24 et 29 : école Sainte-Marie de Neuilly. Ancien hôtel particulier villa Borghèse, de 1864[7], un temps occupée par Sylla Laraque, promoteur de la station balnéaire de Saint-Lunaire.
- Église adventiste du Septième-Jour, à l'angle du boulevard Bineau, ancienne église anglicane de Neuilly.
- No 38 : lycée espagnol Luis Bunuel (en).
- No 44 : institution Notre-Dame de Sainte-Croix (classes maternelles et primaires)[8].
- Statue équestre du duc d'Orléans, sur la place du Duc d'Orléans, où se rencontrent la rue Chauveau et le boulevard d'Inkermann.
- No 62-64 : parc boisé du Crystal Park, contigu au square.
- Square de Vogüe, contigu au Crystal Park.
- Hôpital américain de Paris.